# Ned Ludd

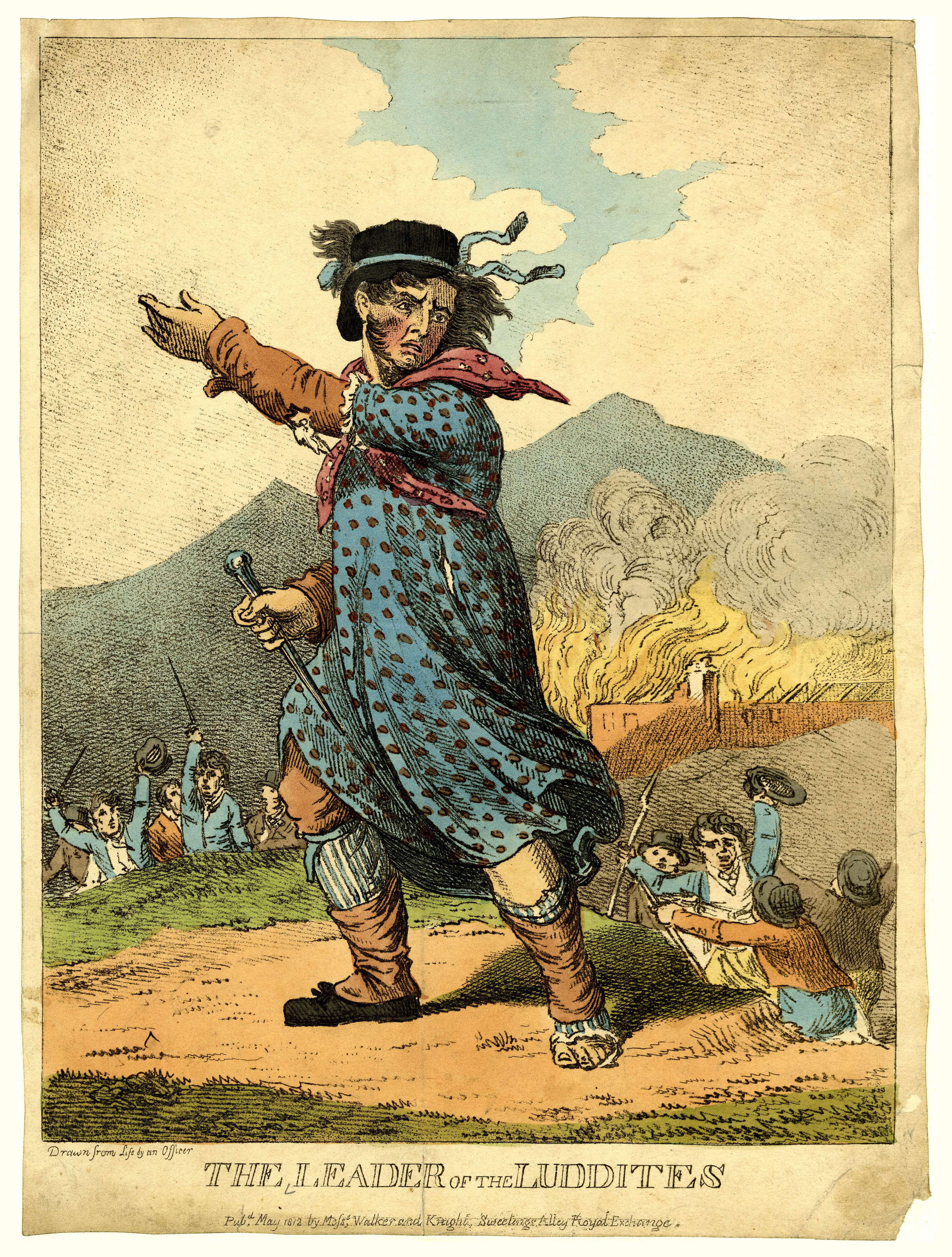
Ned Ludd

Ned Ludd – prawdopodobnie wyimaginowany przywódca ruchu luddystów, którzy na początku XIX wieku protestowali przeciwko rzeczywistości cywilizacji przemysłowej, niszcząc maszyny przędzalnicze.
Chociaż nie odnaleziono dowodów na jego istnienie, zakłada się, że urodził się w Anstey niedaleko Leicester jako Ned Ludlam lub Edward Ludlam. Przez zwolenników nazywany King Ludd lub Captain Ludd. Wydarzenie, które inspirowało późniejszych luddystów, polegające na zniszczeniu krosien przez Ludda, młodego tkacza, miało miejsce prawdopodobnie około 1779.